# Turquie aux Jeux olympiques d'hiver de 1964
La Turquie participe aux Jeux olympiques d'hiver de 1964, organisés à Innsbruck en Autriche. Ce pays prend part aux Jeux olympiques d'hiver pour la cinquième fois de son histoire. La délégation turque, formée de cinq hommes, ne remporte pas de médaille.

## Résultats

### Ski alpin
| Athlète           | Épreuve             | Course        | Course |
| Athlète           | Épreuve             | Temps         | Rang   |
| ----------------- | ------------------- | ------------- | ------ |
| Abdurrahman Küçük | Descente hommes     | 3 min 09 s 99 | 72     |
| Zeki Şamiloğlu    | Descente hommes     | 3 min 05 s 71 | 71     |
| Osman Yüce        | Descente hommes     | 3 min 03 s 66 | 70     |
| Muzaffer Demirhan | Descente hommes     | 2 min 45 s 63 | 63     |
| Abdurrahman Küçük | Slalom géant hommes | 3 min 07 s 63 | 79     |
| Muzaffer Demirhan | Slalom géant hommes | 2 min 41 s 42 | 74     |
| Osman Yüce        | Slalom géant hommes | 2 min 32 s 11 | 71     |
| Zeki Şamiloğlu    | Slalom géant hommes | 2 min 28 s 76 | 69     |

| Athlète           | Épreuve       | Qualifications | Qualifications | Qualifications | Qualifications | Course finale | Course finale | Course finale | Course finale | Course finale | Course finale |
| Athlète           | Épreuve       | Temps 1        | Rang           | Temps 2        | Rang           | Temps 1       | Rang          | Temps 2       | Rang          | Total         | Rang          |
| ----------------- | ------------- | -------------- | -------------- | -------------- | -------------- | ------------- | ------------- | ------------- | ------------- | ------------- | ------------- |
| Bahattin Topal    | Slalom hommes | 1 min 25 s 99  | 80             | 1 min 07 s 69  | 46             | Non qualifié  | Non qualifié  | Non qualifié  | Non qualifié  | Non qualifié  | Non qualifié  |
| Osman Yüce        | Slalom hommes | 1 min 18 s 75  | 76             | Disqualifié    | –              | Non qualifié  | Non qualifié  | Non qualifié  | Non qualifié  | Non qualifié  | Non qualifié  |
| Zeki Şamiloğlu    | Slalom hommes | 1 min 12 s 81  | 70             | 1 min 12 s 03  | 50             | Non qualifié  | Non qualifié  | Non qualifié  | Non qualifié  | Non qualifié  | Non qualifié  |
| Muzaffer Demirhan | Slalom hommes | 1 min 12 s 26  | 69             | 1 min 08 s 20  | 48             | Non qualifié  | Non qualifié  | Non qualifié  | Non qualifié  | Non qualifié  | Non qualifié  |